# Lanvin

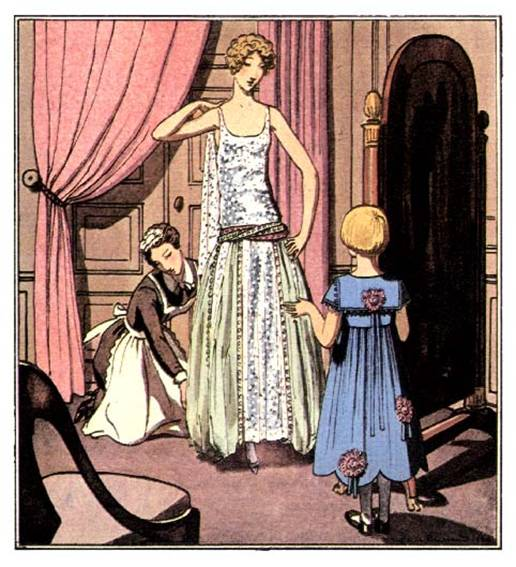
Kläder designade av Jeanne Lanvin i La Gazette du Bon Ton 1922

Lanvin är ett franskt modehus grundat av Jeanne Lanvin år 1889.
Hon öppnade modehuset i Paris 1889 och under hela 1900-talet hörde det till de ledande, särskilt på 1920-talet med folkdräktsinspirerade kläder. Åren 1950–1963 leddes huset av Antonio Castillo och hette då Lanvin-Castillo.
Alber Elbaz och Lucas Ossendrijver på Lanvin hade under hösten 2010 ett designersamarbete med H&M.

## Bilder

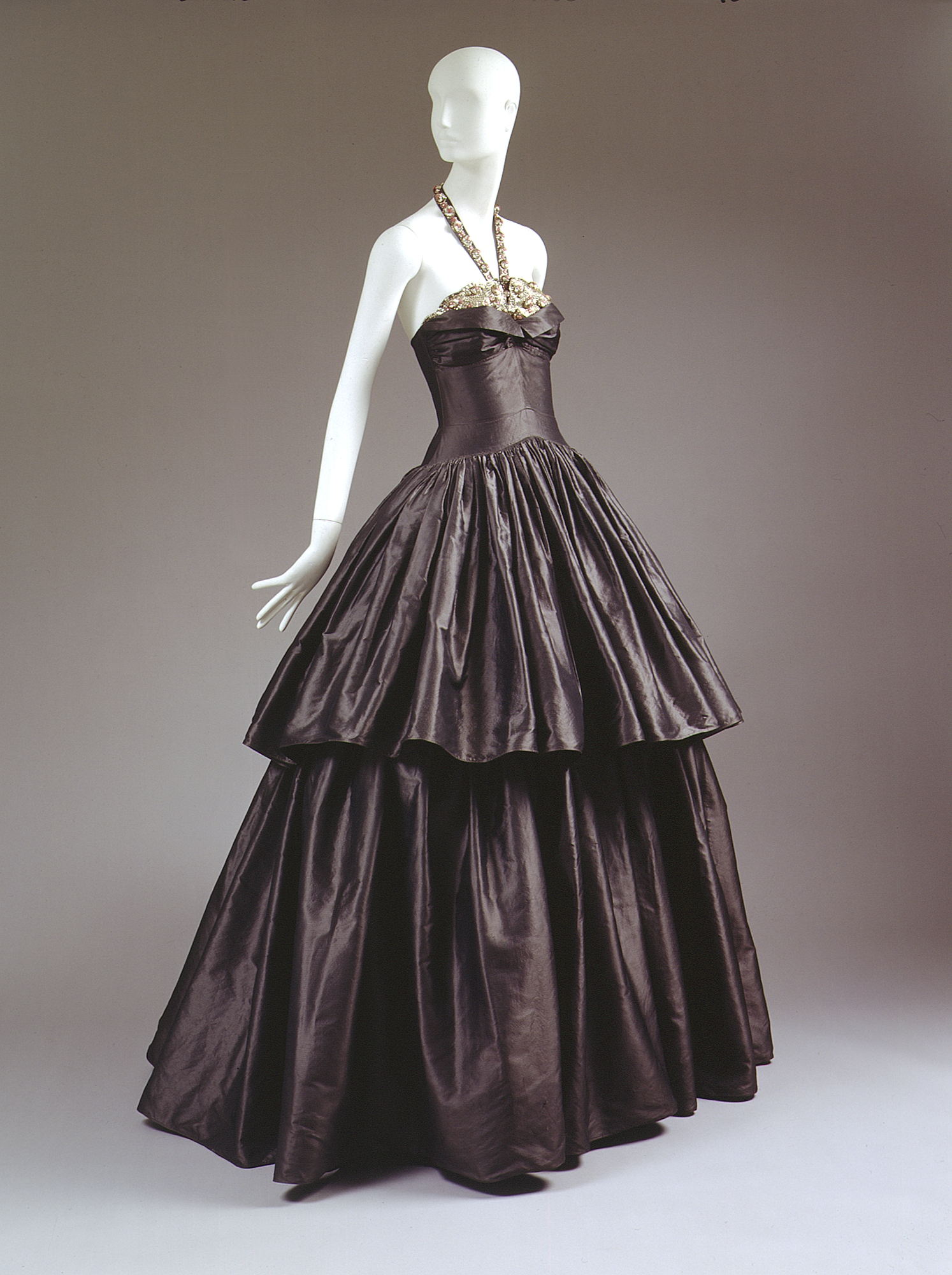
Aftonklänning.